# 伊勢崎市立伊勢崎高等学校

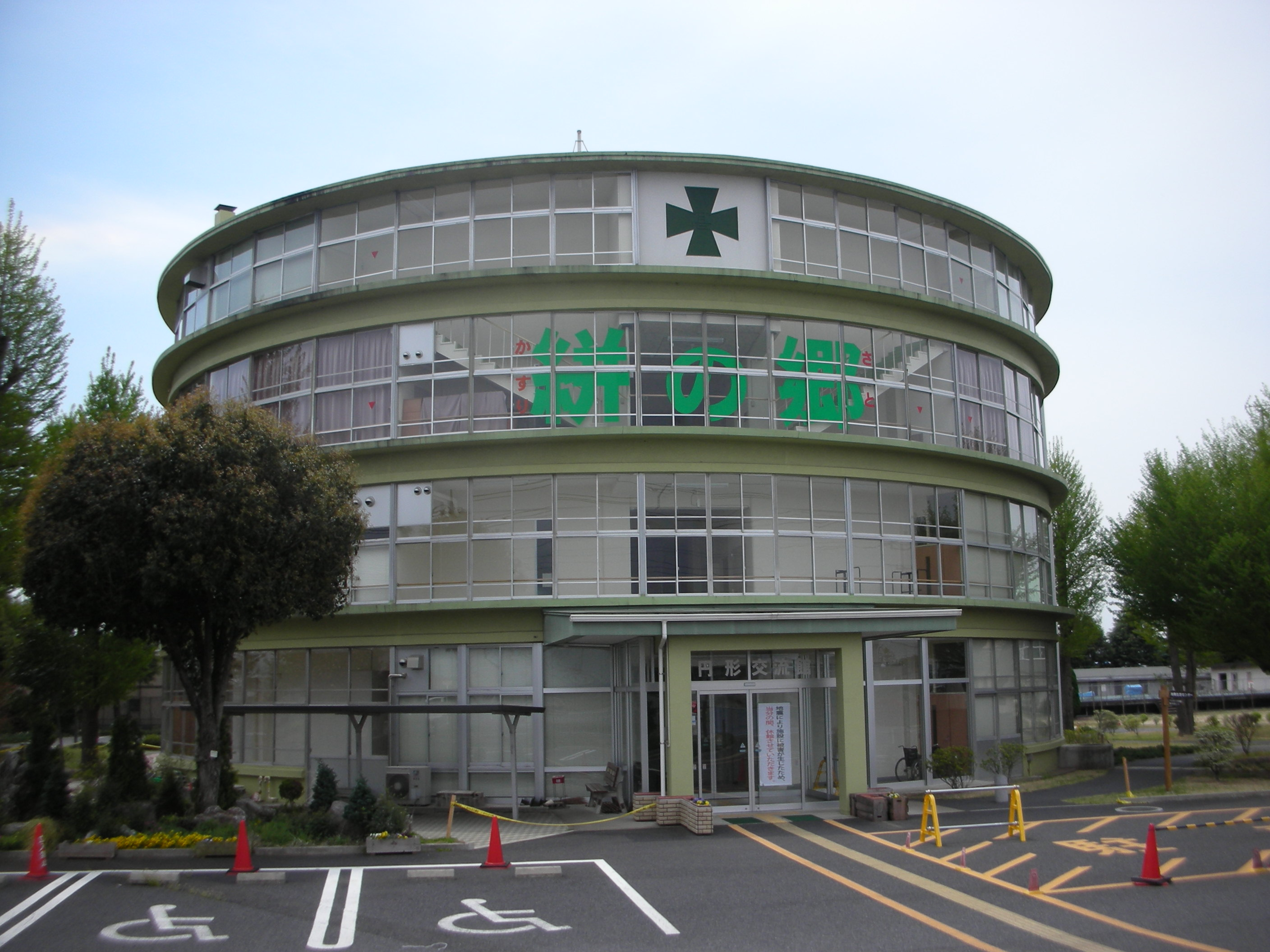
旧伊勢崎市立女子高等学校円形校舎（現・絣の郷交流館）

伊勢崎市立伊勢崎高等学校（いせさきしりつ いせさきこうとうがっこう）は、かつて群馬県伊勢崎市上植木本町にあった市立高等学校。

## 沿革
- 1954年 - 伊勢崎市立女子高等学校として伊勢崎市昭和町に設立。
- 1993年 - 伊勢崎市立伊勢崎高等学校と改称、男女共学化。校舎新築の上、現在地に移転。
- 2009年 - 敷地内に伊勢崎市立四ツ葉学園中等教育学校が開校。
- 2012年 - 同年度以降の生徒募集を停止[1]。
- 2014年 - 廃止。

## 学科
- 普通科

## 校歌
- 作詞: 谷川俊太郎
- 作曲: 谷川賢作